# Max Lange (Verleger)

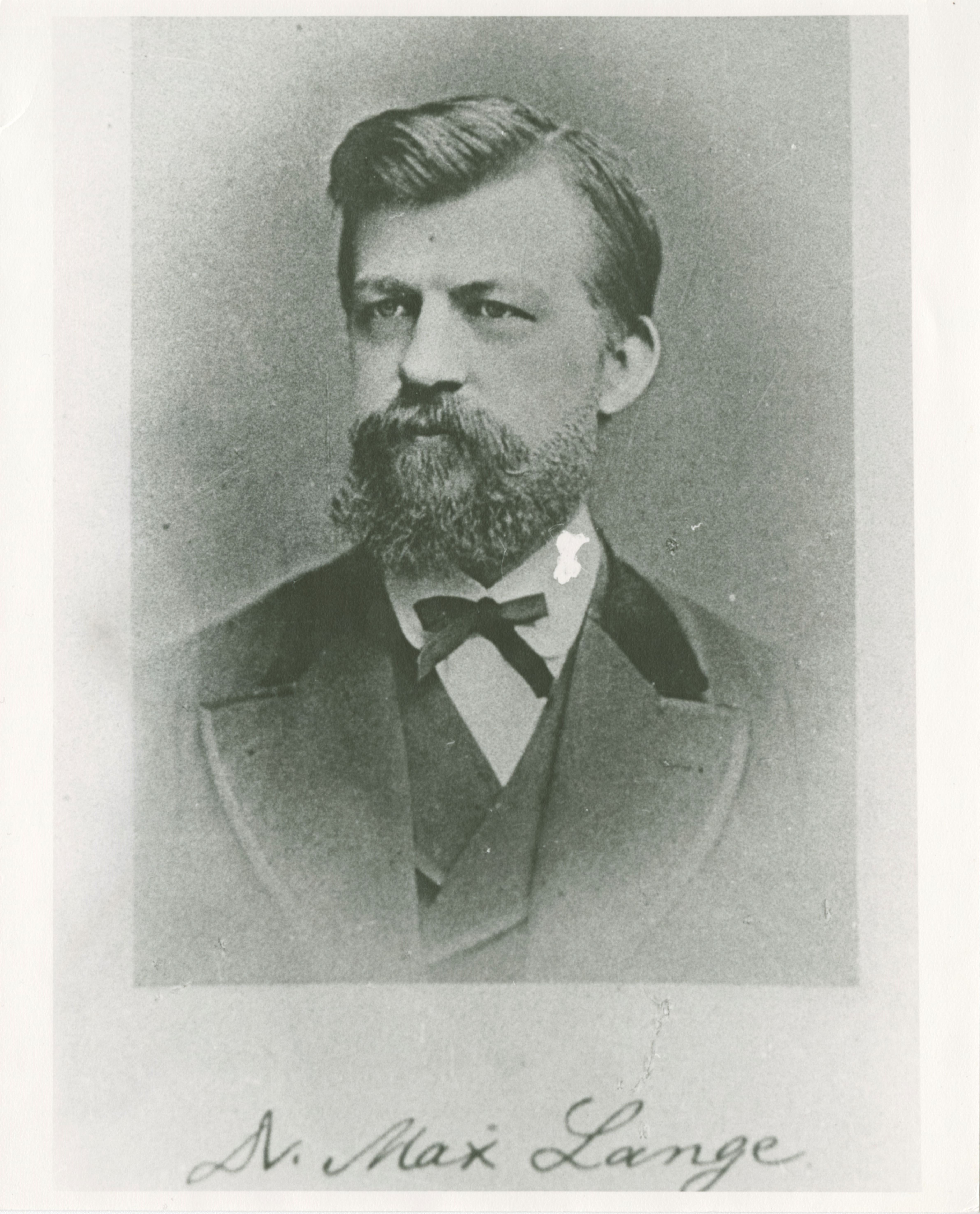
Der Verleger Max Lange, erst Mit- und dann alleiniger Inhaber des Otto-Spamer-Verlages, war auch ein bekannter Schachspieler.

Max Lange (* 7. August 1832 in Magdeburg; † 8. Dezember 1899 in Leipzig) war ein deutscher Schachspieler, Verleger, Schriftsteller und Schachfunktionär.

## Lebensweg
Max Lange studierte (neben einer Reihe anderer Fächer) Rechtswissenschaft und Philosophie und promovierte in beiden Fächern. Ab 1864 war er Mitinhaber der Verlagsbuchhandlung Otto Spamer in Leipzig. Lange, der eine Tochter des bekannten Verlegers heiratete, wurde später nach dem Tode seines Schwiegervaters (1886) Alleininhaber der Verlagsbuchhandlung. Nach 1891 lebte er dann als Privatmann in Leipzig.
Neben der verlegerischen Tätigkeit war Lange ein produktiver Autor. So verfasste er ein urheberrechtliches Fachbuch sowie populäre Lebensbilder über Abraham Lincoln (1866) und Kaiser Wilhelm I. („Wilhelm der Große“, 1888) und eine Reihe anderer Schriften, die zumeist schachliche Themen behandelten.
Er wurde im Spamerschen Erbbegräbnis in der IX. Abteilung des Neuen Johannisfriedhofs beerdigt.

## Schachautor
Bereits als Schüler redigierte er 1849 die Magdeburger Schachzeitung, von der nur ein Jahrgang erschien. Eine andere von ihm gegründete Zeitschrift, Sonntags-Blatt für Schach-Freunde, erschien von Januar bis September 1861 in Leipzig. Sein Lehrbuch des Schachspiels erlebte 1856 und 1865 zwei Auflagen und wurde in mehrere Sprachen übersetzt. Er verfasste weitere Schachbücher, unter anderem die erste Biografie über den amerikanischen Meister Paul Morphy. Von diesem Werk erschienen zwischen 1859 und 1894 drei Auflagen und eine englische Übersetzung (1860).
Von 1858 an war Max Lange mehrere Jahre lang Herausgeber und Redakteur der Berliner (später Deutschen) Schachzeitung.

## Schachmeister
In den 1860er Jahren zählte er zu den stärksten deutschen Schachmeistern. 1862 gewann er in Düsseldorf das erste bedeutende deutsche Schachturnier. Auch aus den folgenden beiden Düsseldorfer Turnieren des Westdeutschen Schachbundes 1863 und 1864 ging er als Sieger hervor. 1868 siegte er im Turnier des Norddeutschen Schachbundes in Hamburg und beim Aachener Kongress des Westdeutschen Schachbundes nach Stichkampf mit Adolf Anderssen.
An Gründung und Aufbau dieser frühesten deutschen Schachverbände war Lange mitbeteiligt. Er zeigte wiederholt Interesse in organisatorischer Hinsicht (schon 1848 als Gymnasiast hatte Lange in Magdeburg einen Schachverein gegründet). Von 1894 bis zu seinem Tod war Lange schließlich Bundesverwalter des im Jahr 1877 gegründeten Deutschen Schachbundes (DSB). In seiner Amtszeit führten Streitigkeiten, darunter mit Siegbert Tarrasch, allerdings dazu, dass mehrere Vereine aus dem DSB austraten.
Auch die Eröffnungstheorie hat er bereichert. Im Zweispringerspiel im Nachzuge ist der verwickelte Max-Lange-Angriff nach ihm benannt und bis heute in allen thematischen Theoriebüchern zu finden. Er entsteht durch die Zugfolge 1. e2–e4 e7–e5 2. Sg1–f3 Sb8–c6 3. Lf1–c4 Sg8–f6 4. d2–d4 e5xd4 5. 0–0 Lf8–c5 6. e4–e5.
In die Schachgeschichte eingegangen ist eine glanzvolle Kombination, die einer tatsächlich gespielten Partie Langes zugeschrieben wurde. Der vermeintliche Partieverlauf kam aber nur „gelegentlich einer analytischen Untersuchung zwischen Anderssen (Weiss) und M. Lange (Schwarz) zu Breslau 1859“ als denkbares Abspiel vor, entsprang also einer Analyse Anderssens und Langes.

## Kombination
|   | a | b | c | d | e | f | g | h |   |
| 8 |   |   |   |   |   |   |   |   | 8 |
| 7 |   |   |   |   |   |   |   |   | 7 |
| 6 |   |   |   |   |   |   |   |   | 6 |
| 5 |   |   |   |   |   |   |   |   | 5 |
| 4 |   |   |   |   |   |   |   |   | 4 |
| 3 |   |   |   |   |   |   |   |   | 3 |
| 2 |   |   |   |   |   |   |   |   | 2 |
| 1 |   |   |   |   |   |   |   |   | 1 |
|   | a | b | c | d | e | f | g | h |   |

Nach 13. … h7–h5!!
Analyse: Adolf Anderssen und Max Lange, Breslau 1859
1. e2–e4 e7–e5 2. Sg1–f3 Sb8–c6 3. Lf1–b5 Sc6–d4
Die Bird-Verteidigung der Spanischen Partie
4. Sf3xd4 e5xd4 5. Lb5–c4 Sg8–f6 6. e4–e5?! d7–d5 7. Lc4–b3 Lc8–g4 8. f2–f3 Sf6–e4!
Der Läufer darf wegen 9. … Dh4+ nicht geschlagen werden. Gegen das Damenschach sollte Weiß nun 9. g3 ziehen.
9. 0–0 d4–d3!
Hemmungsopfer (der Läufer auf c1 wird „kaltgestellt“) und Räumungsopfer (Freilegen der Diagonale a7–g1) zugleich.
10. f3xg4?
10. De1! hätte die Kombination widerlegt.
10. … Lf8–c5+ 11. Kg1–h1 Se4–g3+!
Ein Standardmotiv: Die h-Linie wird unter Springeropfer geöffnet, wonach eine Schwerfigur auf dieser Linie sofort matt setzt.
12. h2xg3 Dd8–g5
Es droht Dh6#
13. Tf1–f5 h7–h5!! (siehe Diagramm)
Nachdem der Tf5 das Matt der Dame auf h6 abwendet (Th5), wird der Turm auf h8 in den Angriff eingeschaltet, es droht h5xg4 matt, weshalb die schwarze Dame nicht geschlagen werden darf.
14. g4xh5 Dg5xf5 15. g3–g4 Df5–f2
Weiß kann aufgeben, gegen Dh4+ gibt es keine vernünftige Verteidigung (16. g3 Dxg3 17. Df1 (sonst Dh3#) Dh4+ 18. Kg2 Dxg4+ samt Txh5+ und matt).

## Schachkomponist
Als Verfasser des „Handbuchs für Schachaufgaben“ betätigte sich Max Lange auch auf dem Gebiet der Schachkomposition. Als neue Idee entwickelte er namentlich das Hilfsmatt.

## Publikationen
- Magdeburger Schachzeitung, hrsg. von der Schachgesellschaft Sophrosyne, Emil Baensch, Magdeburg 1849. Digitalisat
- Kritik der Eröffnungen. Ein Leitfaden für geübtere Schachspieler, Veit & Comp., Berlin 1855 Online bei Google Books
- Lehrbuch des Schachspiels, Schroedel & Simon, Halle 1856 (Digitalisat und Volltext im Deutschen Textarchiv); 2. Auflage 1865. Online bei Google Books
- Sammlung neuer Schachpartien mit kritischen und historischen Noten. J. J. Weber, Leipzig 1857. Online bei Google Books
- Kritik d. Grundbegriffe vom geistigen Eigenthum. Schoenebeck 1858 Digitalisat
- Paul Morphy. Skizze aus der Schachwelt. Veit & Comp., Leipzig 1859 (weitere Auflagen 1881 und 1894) Online bei Google Books
- Sonntags-Blatt für Schach-Freunde. Erzählungen, Gedichte, Partien, Aufgaben aus dem Gebiete des Schachs, Veit & Comp., Leipzig 1861. Digitalisat
- Handbuch der Schachaufgaben. Veit & Comp., Leipzig 1862. Online-Ausgabe (PDF-Datei; 18,4 MB)
- Jahrbuch des Westdeutschen Schachbundes 1862 und 1863, (Reprint) Edition Olms, Zürich 1984. ISBN 3-283-00116-2. Online bei Google Books
- Abraham Lincoln der Wiederhersteller der Nordamerikanischen Union und der große Kampf der Nord- und Südstaaten während der Jahre 1861-1865, Otto Spamer, Leipzig 1866. Online bei Google Books